# 安德烈亚·布兰齐
安德烈亚·布兰齐（義大利語：Andrea Branzi，1938年11月30日—2023年10月9日），出生于佛罗伦萨，意大利建筑师和设计师。目前居住在意大利米兰，2009年以前是米兰理工大学的室内设计学院系主任和教授。

## 教育和背景
他于1966年从佛罗伦萨建筑学校获得学位。布兰齐于1966年和Gilberto Corretti、Paolo Deganello、Massimo Morozzi在佛罗伦萨共同成立了一个建筑激进设计工作室——阿基佐姆工作室（Archizoom Associati），并于1969年设计发展了一套名为“无休止城市”（Non-Stop City）的方案。他又于1976年成立了阿基米亚工作室（Studio Alchimia），起先专注平面设计。1980年代，布兰齐又开始涉足孟菲斯集團。

## 奖项和荣誉
2008年，他被授予英国皇家荣誉设计师
2018年10月15日，他被授予瑞典皇家美术学院的肖克獎。

## 家庭
他是意大利说唱歌手和电台节目主持人奥尔索拉·布兰齐（Orsola Branzi，艺名La Pina）的父亲。